# Unió Esportiva Eivissa
La Unió Esportiva Eivissa (en castellà i oficialment Unión Deportiva Ibiza) és un club de futbol de la vila d'Eivissa fundat l'any 2015, pocs anys després de la desaparició de la Societat Esportiva Eivissa. Amadeo Salvo, el fundador del club, va pagar el deute del desaparegut Unió Esportiva Ibiza-Eivissa, de manera que el nou club ocupa la plaça de l'antic club.
Va començar a competir la temporada 2015-16, a la Regional d'Eivissa i Formentera, on va acabar en la quarta posició. La temporada següent, la 2016-17, va acabar primer i va ascendir a tercera divisió. La temporada 2017-18 va acabar tercer i, tot i perdre el play-off d'ascens, va comprar la plaça del Lorca CF i la temporada 2018-19 va competir a segona divisió B.
La temporada 2020-21, l'equip eivissenc va aconseguir pujar a Segona Divisió, després de guanyar l'UCAM Murcia CF en la final de la promoció d'ascens.

## Història
L'equip va ser fundat l'estiu del 2015 per un grup d'empresaris encapçalat per Amadeo Salvo, que van dipositar 60.000 euros a la Federació Balear de Futbol per saldar el deute federatiu que havia deixat l'extinta Unió Esportiva Ibiza-Eivissa. D'aquesta manera van poder fer servir el seu nom, acollint-se a larticle 100 del Reglament el qual indica que, transcorreguts cinc anys, es pot emprar la denominació d'un club extint satisfent el seu deute amb el màxim òrgan futbolístic territorial. El seu uniforme era completament vermell. La temporada 2016-17 canvia d'indumentària passant a camisa celeste i pantalons blancs i va ascendir a la Tercera Divisió. El juny de 2017 absorbeix el Ciutat d'Eivissa Club de Futbol i debuta a Tercera Divisió, categoria en què només milita un any ja que, tot i caure derrotada a l'última eliminatòria d'ascens contra l'Atlètic Llevant, la inhabilitació del Lorca FC per part de la RFEF permet a l'equip adquirir una plaça per jugar per primera vegada a Segona Divisió B.
El primer any a Segona B és notable. L'equip comença dubitatiu, però a partir del desembre aconsegueix una ratxa de resultats brillants que el porta a acabar la temporada a només tres punts de la promoció d'ascens. La campanya següent comença amb la mateixa tònica de bons resultats, el club s'enfila a les posicions de promoció després de la tercera jornada i ja no torna a abandonar aquestes posicions, la lliga regular es veu sobtadament paralitzada per la pandèmia del Covid-19, donant lloc a la finalització primerenca d'aquesta, mancant 10 jornades per disputar, i estant el segon a dos punts de l'Atlètic Balears, sent aquest primer. La Federació va crear un Play-off express per ascendir a la categoria de plata, els quatre primers de cada grup, a seu neutral i a partit únic. La U.E. Eivissa es mesuraria el 18 de juliol de 2020 a les 20h a l'estadi Ciutat de Màlaga contra la UE Cornellà, caient per 1-2 davant aquests i sent eliminat del nou play off. Per a la temporada 2020/2021 es va mantenir a Segona B. El 5 de gener de 2021 va donar la sorpresa en eliminar el Real Club Celta de Vigo de la Copa del Rei de futbol 2020-21 amb un marcador de 5-2.
El 13 d'abril del 2021 es converteix en Unió Esportiva Eivissa, Societat anònima esportiva.
La tercera i última temporada a Segona B va ser celebrada d'una manera diferent de l'habitual com a conseqüència de la pandèmia; la divisió es va jugar en tres etapes: la primera fase regular; una segona etapa d'ascens a Segona Divisió, promoció a Primera RFEF o permanència a Segona RFEF; i posteriorment els play-offs d'ascens. A causa d'aquestes modificacions els equips de la categoria van ser repartits en subgrups amb 10 o 11 equips per agilitzar la competició. La UE Eivissa va ser col·locada al Subgrup III-B juntament amb clubs de la País Valencià i les Illes Balears. La primera etapa va concloure amb la UE Eivissa com a líder del seu subgrup amb 40 punts producte de 12 victòries, quatre empats i dos derrotes, amb aquests números es va classificar a la fase prèvia als play-off d'ascens. En la segona etapa, el club va superar equips de la talla del FC Barcelona B, FC Andorra, Gimnàstic de Tarragona, CE Alcoià i Vila-real B, per la qual cosa va aconseguir el campionat del grup i la seva classificació per als play-offs que van tenir lloc a Extremadura. Els bons números aconseguits a la temporada van permetre que la Unió passés de ronda amb un empat a zero gols davant el Reial Madrid Castella i així accedir a la final per la promoció de categoria, finalment, en el partit per l'ascens a Segona Divisió celebrat a l'Estadi Nuevo Vivero de Badajoz, la Unió Esportiva Eivissa va derrotar per 1-0 la UCAM Múrcia i així el club eivissenc va aconseguir accedir a la categoria de plata per primera vegada en la seva història i en tot just sis anys des de la seva fundació.
En la primera temporada al futbol professional, la UE Eivissa no passa gaires dificultats per salvar la categoria.
La temporada 2022/2023, l'estructura esportiva del club introdueix diferents variables impulsada amb l'arribada de Miguel Ángel Gómez a la Direcció Esportiva en un intent de professionalitzar els diferents estaments de l'entitat celeste. Tot i això, els resultats esportius no acompanyen malgrat els quatre entrenadors que passen per la banqueta de l'Eivissa durant aquesta temporada (Javier Baraja, Juan Antonio Anquela, Carlos Sánchez i Lucas Alcaraz) i el Club pateix el primer descens de la seva història.
A la temporada 2023/2024, Amadeo Salvo confia en Juan Giménez com a responsable de l'àrea de futbol i en Guillermo Fernández Romo com a entrenador.

## Entrenadors

### Llista d'entrenadors
- Buti (2015–2017)[16]

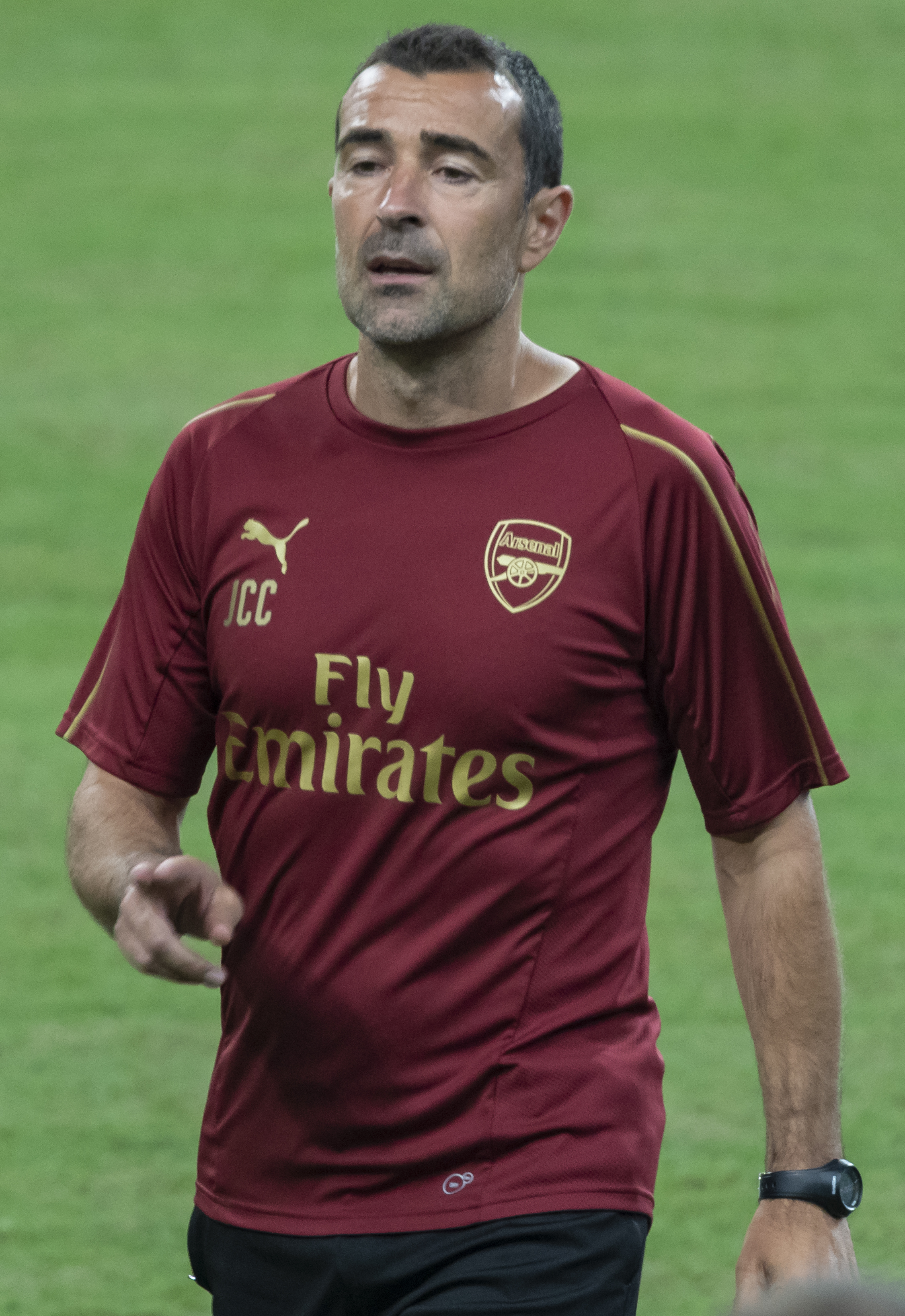
Juan Carlos Carcedo va aconseguir el primer ascens de l'Eivissa a Segona Divisió el 2021.

- José López Bargues (2017)
- David Porras (2017)[17]
- Manuel Benavente (2017)[18]
- Toni Amor (2017–2018)[19]
- Francisco Rufete (2018)[19]
- Antonio Méndez (2018)[20]
- Andrés Palop (2018–2019)[20]
- Pablo Alfaro (2019–2020)[21]
- Juan Carlos Carcedo (2020–2021)[22]
- Paco Jémez (2022)[23]
- Javier Baraja (2022)[24]
- Juan Antonio Anquela (2022)[25]
- Carlos Sánchez (2022)[26]
- Lucas Alcaraz (2022–)[27]

## Temporades
Comptant la temporada 2020-21, el club ha militat 4 temporades a Segona Divisió B, 1 a Tercera Divisió i 2 a Preferent Balears.
| - 2015-16: Primera Reg - 2016-17: Primera Reg - 2017-18: 3a Divisió 3r - 2018-19: 2a Divisió B 6è - 2019-20: 2a Divisió B 2n - 2020-21: 2a Divisió B 1r |

 - Ascens
 - Descens

## Afició
- Peña Corsarios: Primera penya oficial de la UE Eivissa, i principal focus d'animació a Can Misses.
- Penya pagesa: Creada en la temporada 2019/20. Fàcilment reconeixibles pels seus barrets típics pagesos.